# Pan Feihong
Pan Feihong (en chino: 潘飞鸿; Rui'an, 17 de julio de 1989) es una deportista china que compitió en remo. Participó en los Juegos Olímpicos de Verano, obteniendo una medalla de bronce en Río de Janeiro 2016, en la prueba de doble scull ligero.

## Palmarés internacional
| Juegos Olímpicos | Juegos Olímpicos        | Juegos Olímpicos  | Juegos Olímpicos   |
| Año              | Lugar                   | Medalla           | Prueba             |
| ---------------- | ----------------------- | ----------------- | ------------------ |
| 2016             | Río de Janeiro (Brasil) | Medalla de bronce | Doble scull ligero |